# 서청주역
서청주역(西淸州驛)은 충북선(1921년~1980년) 및 서청주선(1980년~1990년)의 역이었다.

## 연혁
- 1921년 11월 1일 : 송정역(松亭驛)으로 개업
- 1955년 7월 1일 : 동해남부선 송정역이나 호남선의 송정리역과 혼동을 피하기 위해 충북송정역에서 서청주역으로 개칭[1]
- 1969년 8월 1일 : 무인화[2]
- 1980년 10월 17일 : 충북선 복선 개통으로 서청주~오근장 구간이 폐선되면서 여객 취급 중지, 청주~서청주 구간은 충북선의 지선인 서청주선(화물 전용선)으로 전환
- 1990년 4월 30일 : 서청주선이 폐선되면서 폐역